# Hieracium grophosum
Hieracium grophosum es una especie de planta con flor del género Hieracium, de la familia Asteraceae, orden Asterales.

## Distribución
Hieracium grophosum se distribuye por Suecia, Europa.

## Taxonomía
Fue descrita científicamente por (Dahlst. & Johanss.) Johanss.